# 夫婦創姓論
夫婦創姓論（ふうふそうせいろん）は、婚姻によって夫・妻とも新しい氏（姓）を名乗る制度を主張したもの。

## 福澤諭吉
福澤諭吉は『日本婦人論』（明治18年7月発兌）の第7章で、養子縁組などの手段を取っても家系を過剰に重視する風潮を一新するための案の一つとして、下記のような一種の創姓論を主張している。また福澤は、両親から与えられた苗字については、「生涯身に附して離れ」ないものとして、夫婦がそれぞれ必要に応じて使えるものとして提案している。

## 鎌田明彦
鎌田明彦（2007）は夫婦結合姓も含めた夫婦創姓を提案している、その主張は、結婚して創姓するだけでなく旧姓名は「個人名称」として残り、両者を使い分けるというものである。例えば「山本花子」と「大津太郎」が結婚して「瀬田」という姓を創るとすれば、それぞれ「瀬田山本花子」「瀬田大津太郎」となり、近所からは「瀬田さん宅」と呼ばれるが、職場では依然として「山本花子」「大津太郎」という個人名称を名乗るというものである。子供はみな「瀬田」を名乗る。この制度は選択的夫婦別姓制度と違って「家族の名称」が「なくなる」というデメリットがないとする。それどころか選択的夫婦別姓制度では夫の姓が事実上の「家族の名称」になるという男女不平等を生じるという指摘も行っている（27-28頁など）。ここで鎌田は「姓」を「家族の名称」、「名」を「個人名称」とする「ルール」があるとし、そのルールがなくなることに反対だとする（13頁など）。
ただし、この論では結婚の経験の有無がわかってしまうので、成人に達したときにまず自ら姓を創り（それは元の姓とは必ず異なっていなければならない）、そして結婚したときに創る家族姓は夫の姓でも妻の姓でも第3の新しい姓でも選択することができるとする（64頁以降）。

## その他の論
増本敏子（1999:68）は「純粋に夫婦の一体感を求め理想の核家族をつくりたい夫婦には新氏の創設（あるいは結合氏の創設）を認めることを提唱したい」と述べている。
法哲学者の森村進は、たとえ選択的夫婦別姓制度が導入され配偶者（の親の家系）と同じ姓を名乗らないとしても、誕生時に与えられる姓が自身の親や祖先から受け継いだ血族集団（家系）の一員であることを示すという意味を持っていることから、個人を尊重する姓名制度の一案として、「（結婚しようがしまいが）成人した人はだれでも自分の姓を自由に決められる」という制度を提案している。

## 夫婦創姓論への反論
鎌田（2007）にいくつか紹介されている。現実感の乏しい机上の空論である、家族名称に執着するのは時代遅れだ、標準的な核家族以外のいろいろな家族形態に対応できないのではないか、規制緩和の時代だ、実現は困難だ、別姓も例外的に認めてもよいのではないか、等の反論が寄せられているという。
そのほか、選択的夫婦別姓論者が望んでもいない議論を起こす理由はない、といった反論もある。